# بوارا پیسانی

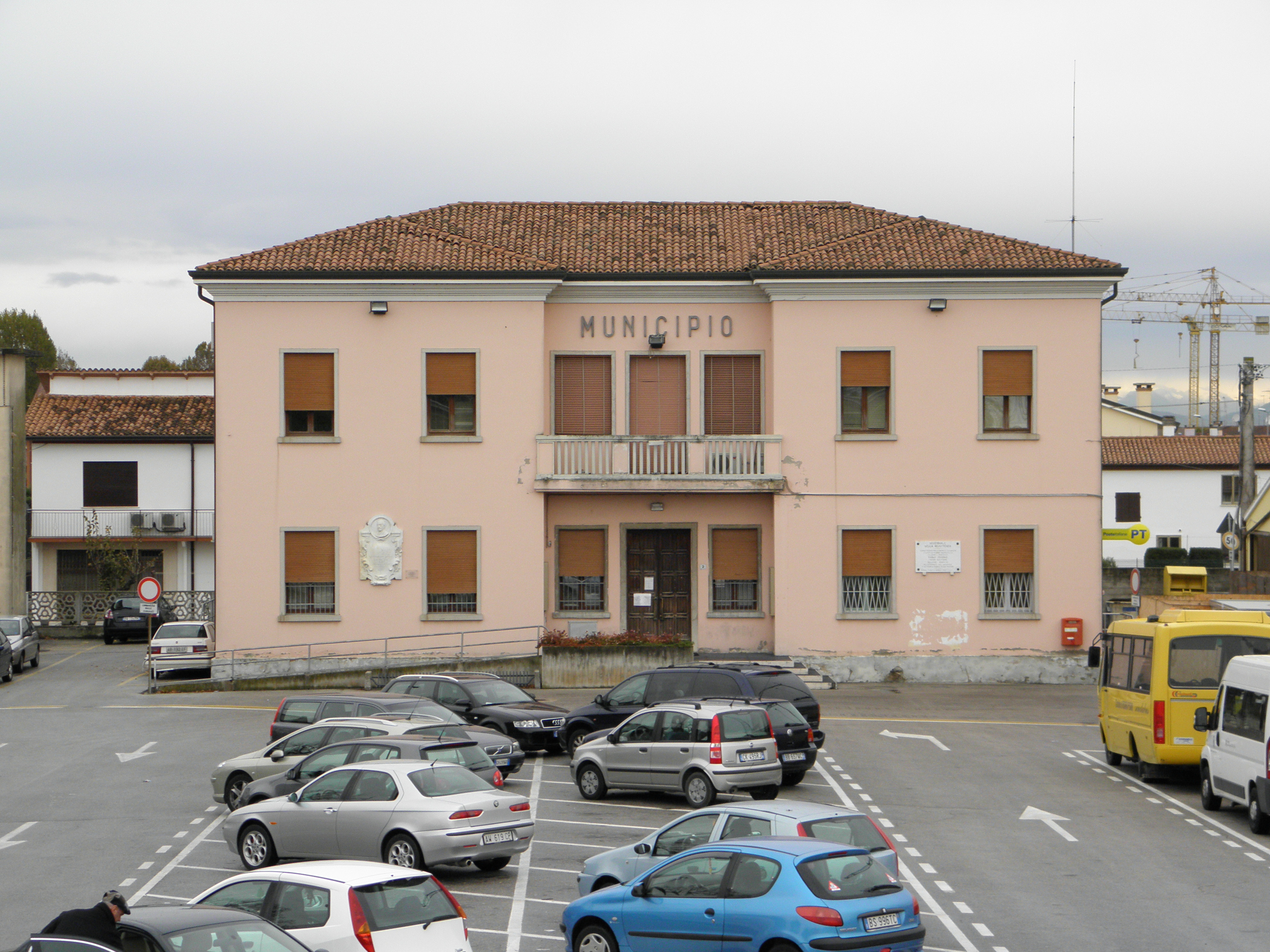
نمایی از ساختمان شهرداری بوارا پیسانی

بوارا پیسانی (به ایتالیایی: Boara Pisani) یک کومونه در ایتالیا است که در استان پادووا واقع شده‌است.

## خصوصیات
بوارا پیسانی ۱۶٫۵ کیلومترمربع مساحت و ۲٬۵۴۲ نفر جمعیت دارد.